# Tallulah Black
Tallulah Black es un personaje ficticio, una antiheroína de cómic occidental que aparece en los cómics publicados por DC Comics como personaje secundario de Jonah Hex. El personaje fue creado por los escritores Jimmy Palmiotti, Justin Gray y el artista Phil Noto. Tallulah Black es una figura trágica y cazarrecompensas cuyo rostro y cuerpo estaban horriblemente marcados con cortes y el ojo izquierdo fue sacado. A pesar de su historia y antecedentes, Tallulah es amable y una persona decente que realmente se preocupa por otras personas además de ella.
El personaje rebautizado como Lila Black fue interpretada por Megan Fox en la película de 2010, Jonah Hex.

## Historial de publicaciones
Black apareció por primera vez en Jonah Hex, Vol 2 # 16 en abril de 2007 creado por los escritores Jimmy Palmiotti, Justin Gray y el artista Phil Noto.

## Biografía del personaje ficticio
Cuando los hombres del gobierno de los Estados Unidos (o que decían serlo) llegaron a la casa de su familia, les dijeron que salieran porque iban a robar la tierra de la familia Black para ellos mismos. Pero la familia de Tallulah se mantuvo firme y les dijo que no querían ir.
No dispuestos a aceptar un no por respuesta, los hombres se volvieron violentos y mataron al resto de la familia de Tallulah, la violaron y le dispararon en el ojo izquierdo, dejándola por muerta. A pesar de todo eso, milagrosamente sobrevivió a sus heridas.
Un año después, mientras trabajaba como prostituta en Little City, el líder de esos hombres la reconoció en el burdel en el que trabajaba. Sorprendido de que ella viviera y se le escapara la primera vez, cortó gran parte de su cuerpo.
Tallulah sobrevivió de nuevo, pero su rostro y su cuerpo quedaron muy marcados. Buscando venganza, sale a buscar a Jonah Hex sabiendo de su reputación como un cazarrecompensas pidiendo ayuda y contándole su historia. Después de cierta desgana inicial al principio, Hex le enseña sobre puntería y cómo usar una pistola por sí misma; con sus nuevos conocimientos y habilidades, Tallulah sale con Hex y se venga de los hombres que asesinaron a su familia y la desfiguraron, matándolos a todos.
Después de conseguir su venganza, decide unirse a Hex como cazarrecompensas y, finalmente, como la amante de Hex. Tallulah más tarde quedó embarazada de Hex sin su conocimiento. Sin embargo, la bebé, una niña, fue asesinada poco después de nacer, y Black dio por muerto. Hex salvó a Black pero declaró que su relación había terminado y localizó al asesino (Jonah Hex vol. 2, # 50).

### New 52
Tallulah reapareció en el relanzamiento de DC New 52, una vez más haciendo equipo con Jonah Hex, apareciendo en All-Star Western Vol 3 # 9 (julio de 2012).

## Poderes y habilidades
En sus historias con Jonah Hex, Tallulah no muestra poderes sobrenaturales o sobrehumanos; sin embargo, posee algunas habilidades excepcionales, adquiridas a través del talento y la formación naturales.
Puede disparar con armas de fuego, tanto de corto como de largo alcance, montar a caballo y cuidar de sí misma en una pelea.

## En otros medios
En la película de 2010 Jonah Hex, Tallulah Black fue interpretada por la actriz Megan Fox. En la película ella era diferente a su contraparte de los cómics, en lugar de ser una cazarrecompensas ella misma trabaja como prostituta pasando por "Lilah" para abreviar; no se mencionó a su familia y tampoco tenía las cicatrices ni el ojo izquierdo perdido en el cuerpo. A pesar de que su origen y antecedentes eran diferentes, ella seguía siendo Tallulah Black, y sabía y tenía una relación cercana con Jonah Hex, convirtiéndose en su amante intermitente cada vez que pasaba por el burdel en el que trabajaba.
Ella ayuda a Jonah, cuando se ve atrapada en su búsqueda con el gobierno de los Estados Unidos cuando encuentran y rastrean a Quentin Turnbull, descubriendo su plan para desencadenar un ataque terrorista en Washington D. C. con una súper arma recién descubierta. Después de la batalla final con Turnbull, Jonah rechaza la oferta del presidente de ser sheriff y se va para continuar como cazarrecompensas mientras Tallulah lo sigue en su próxima aventura.